# Трешњевка - север
Трешњевка - север је градска четврт у самоуправном уређењу града Загреба.
Градска четврт је основана Статутом Града Загреба 14. децембра 1999. године, а у претходном уређењу постојала је општина Трешњевка.
По подацима из 2001. године површина четврти је 5,8 km², а број становника 55.358.
Четврт обухватаа део Загреба јужно од железничке пруге, северно од Љубљанске/Загребачке авеније, а између Савске и Загребачке цесте (пута). На истоку преовладавају правилни градски блокови, а на западу уске уличице са набијеним кућама, од којих су неке и неасфалтиране.
Унутар четврти постоје издвојена насеља Волтино насеље и Рудеш. Кроз четврт пролази напуштена траса жељезнице уског колосека Самоборчек.